# Линдквист, Юн Айвиде
Юн Айвиде Линдквист (швед. John Ajvide Lindqvist; 1968, Стокгольм) — шведский писатель, автор произведений в жанре ужасов.

## Биография
Линдквист вырос в стокгольмском пригороде Блакеберг (швед. Blackeberg).
Его дебютный роман «Впусти меня» (швед. Låt den rätte komma in) (англ. Let the right one in) — роман ужаса о вампирах был издан в 2004 году. Он пользовался успехом в Швеции. Роман о воскресших мертвецах «Блаженны мёртвые» (швед. Hanteringen av odöda) издан в 2005 году. В 2006 году выпустил третью книгу «Бумажные стены» (швед. Pappersväggar) — сборник рассказов в жанре ужасов. Его книги были изданы издательством «Ордфронт» и переведены на многие языки, включая английский, немецкий, итальянский, норвежский, датский, польский, нидерландский и русский.
До того как стать писателем, Линдквист работал в течение двенадцати лет фокусником и артистом в жанре стендап комеди. Помимо беллетристики он также написал сценарий для шведского телевизионного сериала Kommissionen, большую часть материала к телесериалу Reuter & Skoog и сценарий для будущей экранизации своего романа «Впусти меня». Кинокомпания Tre Vänner купила права на создание телесериала и кинофильма.
После окончания работы над сборником рассказов «Звездочка» (швед. Lilla stjärna), и произведением «Человеческая гавань» (швед. Människohamn), в 2010 году. После экранизации Линдквист вернулся к продолжению своего первого романа «Впусти меня» и написал в 2011 году короткое продолжение к нему под названием «Пусть старые мечты умирают» (швед. Låt de gamla drömmarna dö), в России данный рассказ известен благодаря фанатским переводам под названием «Впусти меня: Окончание».
В 2014 — 2017 годах написал «Трилогию места»:  «Химмельстранд. Место первое», «Движение. Место второе» и «Локус Икс. Место последнее».

## Экранизации
- 2008 — Впусти меня
- 2008 — Majken
- 2008 — Pappersväggar
- 2010 — Впусти меня. Сага
- 2018 — На границе миров